# الکساندر یوانویچ (بازیکن فوتبال، زاده ژوئیه ۱۹۹۲)
الکساندر یوانویچ (سیریلیک صربی: Александар Јовановић؛ زادهٔ ۲۵ ژوئیهٔ ۱۹۹۲) بازیکن فوتبال اهل صربستان است.